# Wittevrouwensingel
De Wittevrouwensingel is een straat die in de Nederlandse stad Utrecht langs het noordoostelijke deel van de Stadsbuitengracht of singel loopt, van de Maliesingel in het zuiden (bij het kruispunt met de Nachtegaalstraat, de Lucasbrug en daarachter de Nobelstraat) tot de Vaaltbrug in het noorden, waarna de straat overgaat in de Weerdsingel Oostzijde. 
Evenals de wijk Wittevrouwen, waarvan de singel de westgrens vormt, is de Wittevrouwensingel genoemd naar de voormalige Wittevrouwenpoort, een van de poorten van de oude stad en op zijn beurt genoemd naar het Wittevrouwenklooster. Een restant van deze poort is de Wittevrouwenbrug over de singel, die de Biltstraat (een verkeersweg die al sinds de middeleeuwen de stad ontsluit) verbindt met de Wittevrouwenstraat. Naast het kruispunt met de Nachtegaalstraat is dit het belangrijkste kruispunt van de Wittevrouwensingel.
Andere zijstraten van de Wittevrouwensingel zijn de Kruisstraat, Gasthuisstraat, Sint Janshovenstraat, Kleine Singel en het Hooghiemstraplein.
Aan de Wittevrouwensingel staan een aantal monumentale panden zoals de Breyerskameren en het voormalige kantoor van verzekeringsmaatschappij Nationale-Nederlanden aan de Wittevrouwensingel 1, gebouwd in 1930 naar ontwerp van Adolf Daniël Nicolaas van Gendt en Hendrik Petrus Berlage, thans in gebruik als advocatenkantoor

## Geschiedenis
De Wittevrouwensingel heeft er eind jaren negentig een zijstraat bij gekregen, namelijk de Sint Janshovenstraat in verband met een grondige aanpak in dat gebied. Hier zat vroeger onder andere N.V. Takken's Brandstoffenhandel op de hoek van de Wittevrouwensingel en de Kleine Singel. Deze had achter zijn pand een groot terrein met een enorme bergen steenkool liggen, die bestemd waren om als huisbrandstof te worden verkocht. Doordat Kolenhandel Takken verdween, alsook een aantal woningen die door een poort in de Kapelstraat waren te bereiken, ontstond de mogelijkheid de Sint Janshovenstraat te verlengen tot aan de Wittevrouwensingel.

## Fotogalerij

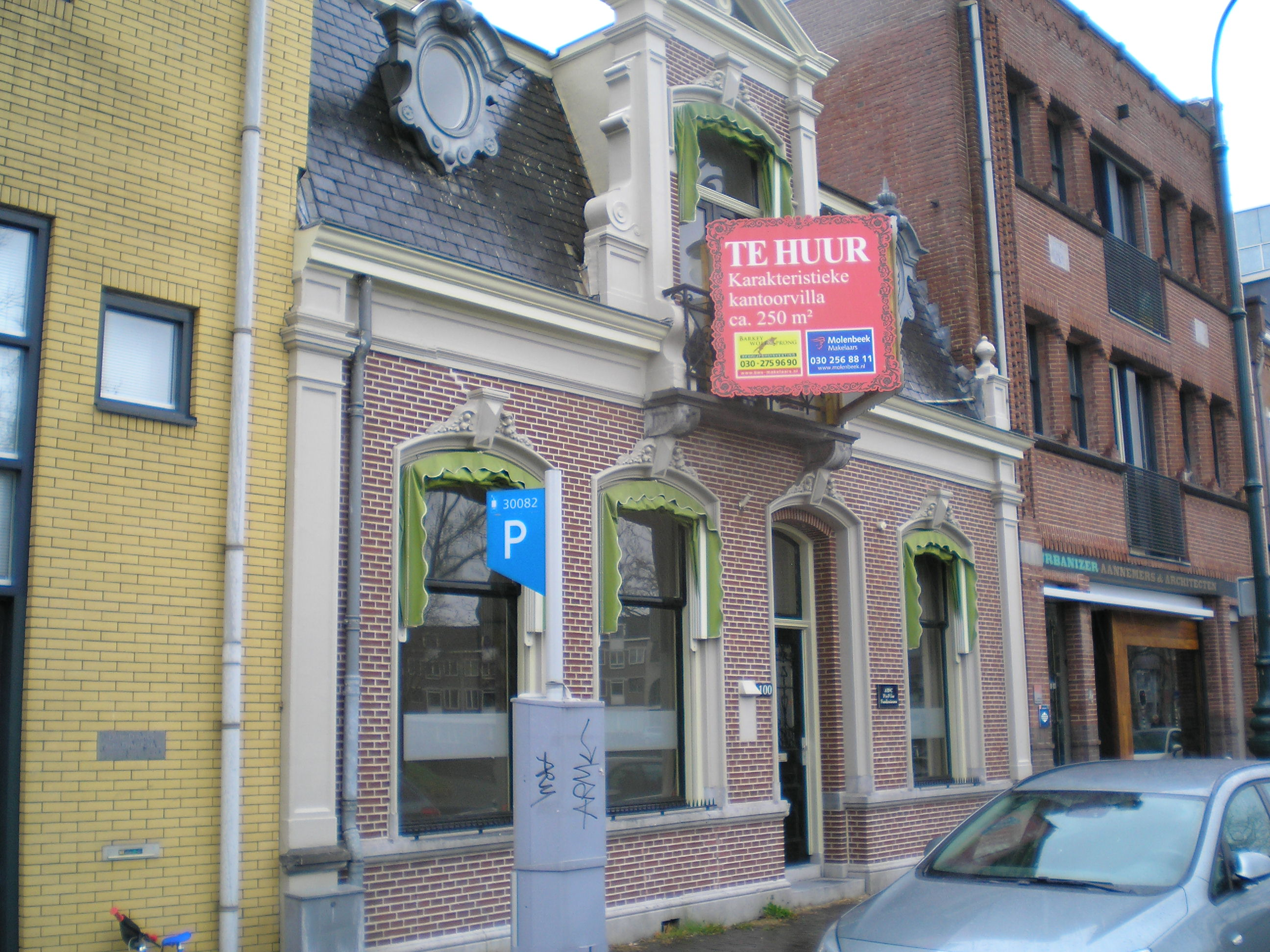
Wittevrouwensingel te Utrecht
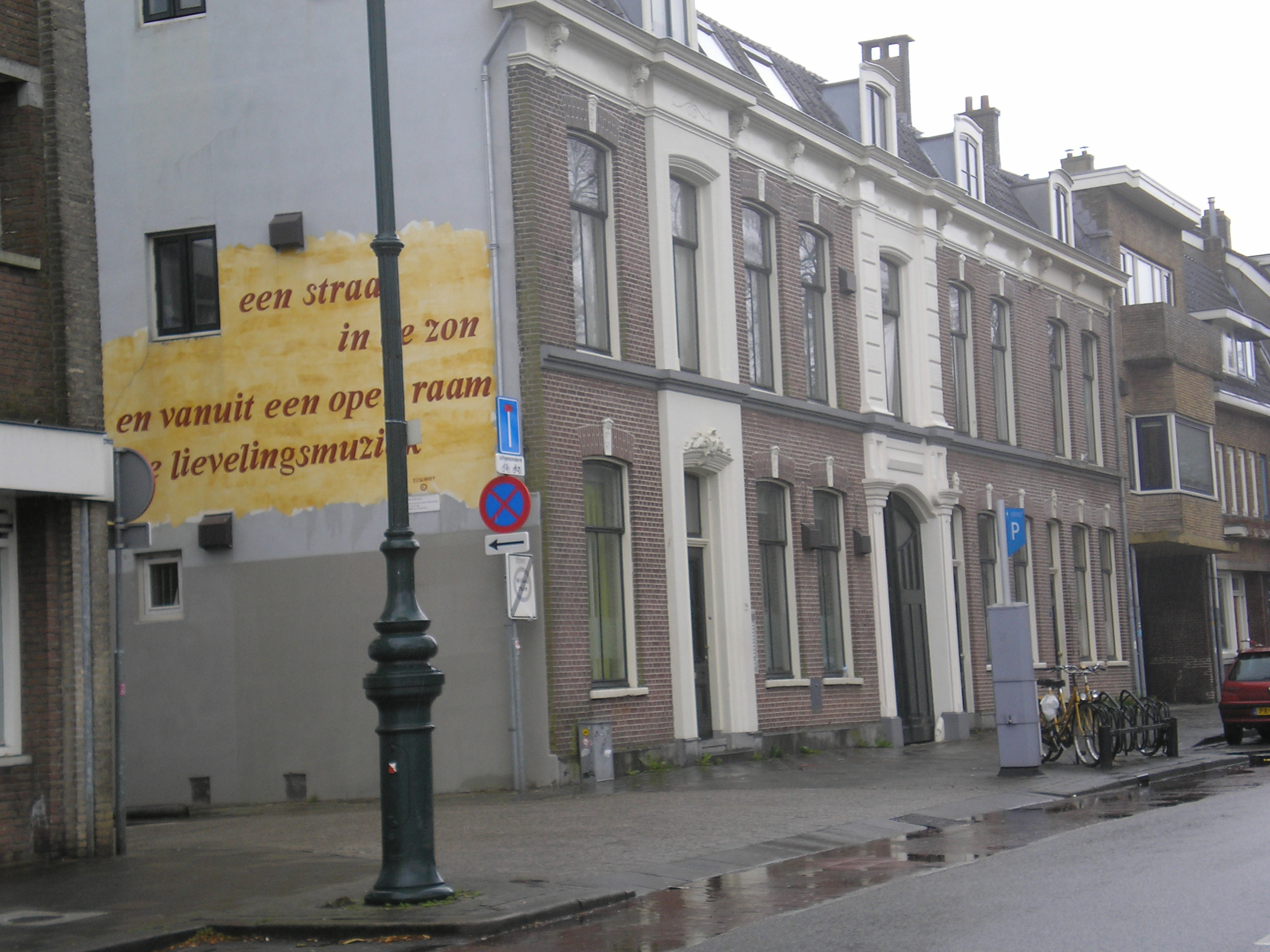
Wittevrouwensingel en de Sint Janshovenstraat
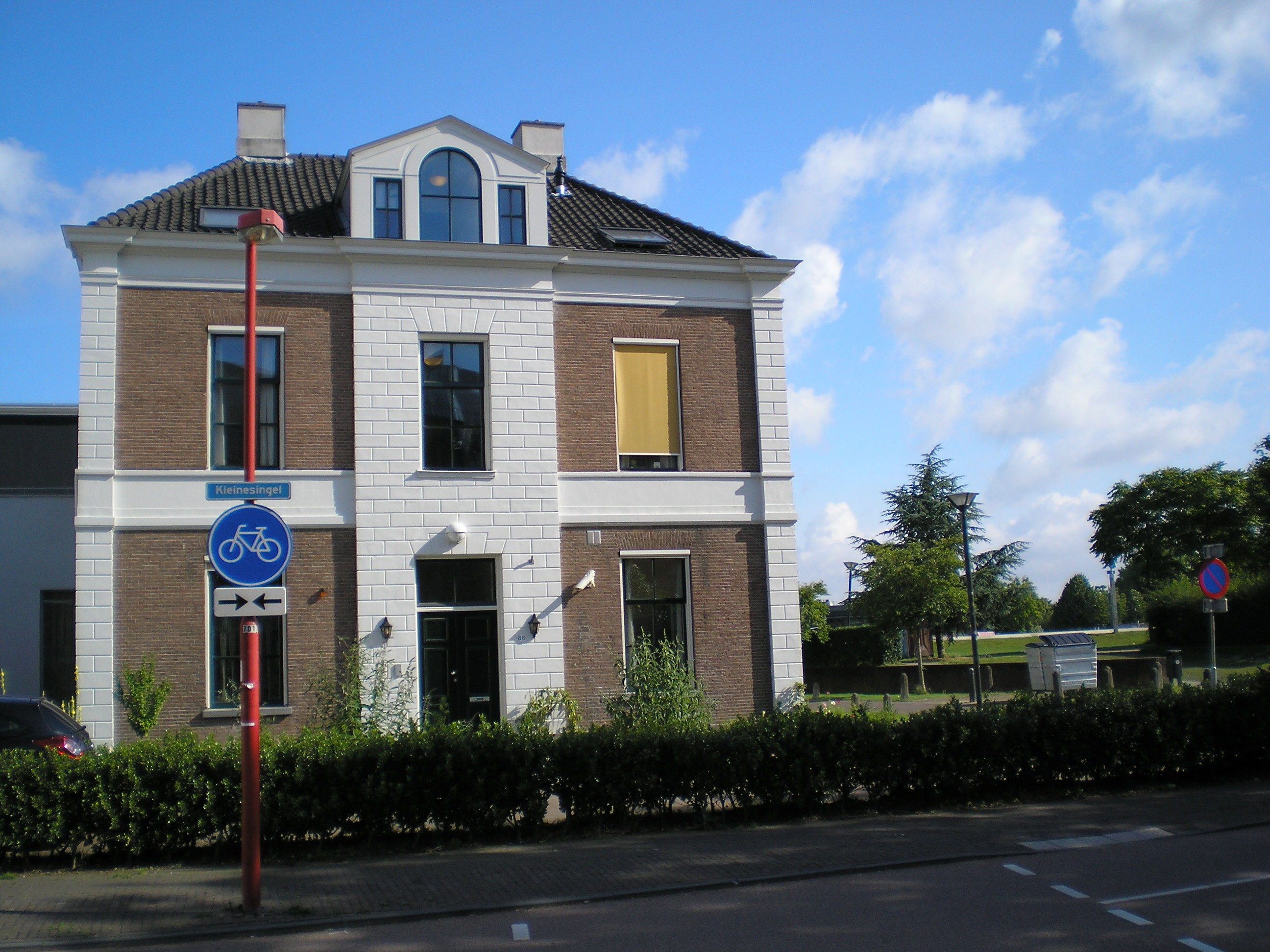
Voormalige Sociale dienst aan de Kleinesingel 88 hoek Wittevrouwensingel
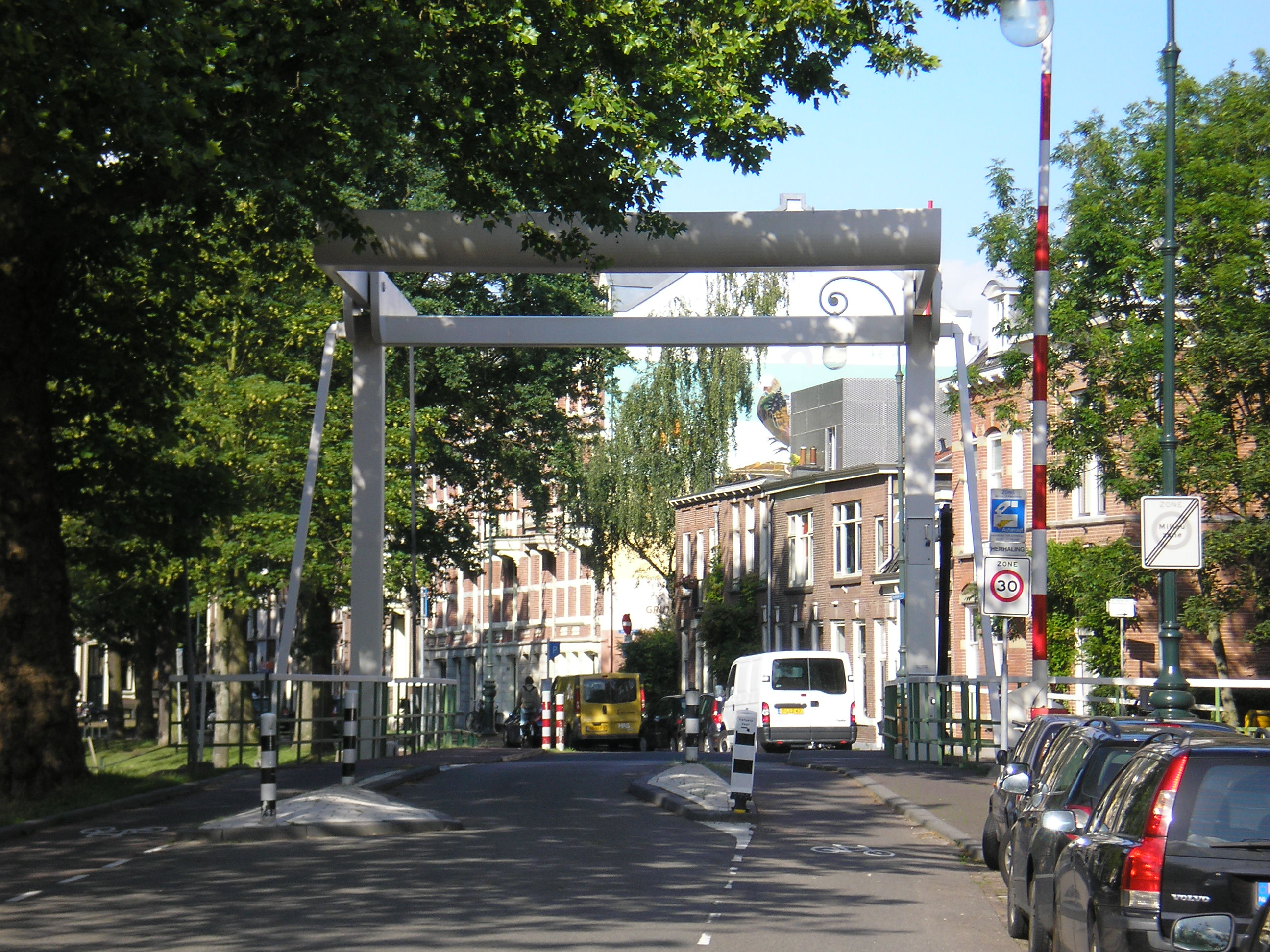
Vaaltbrug gezien vanaf de Wittevrouwensingel met over de brug de Weerdsingel Oostzijde
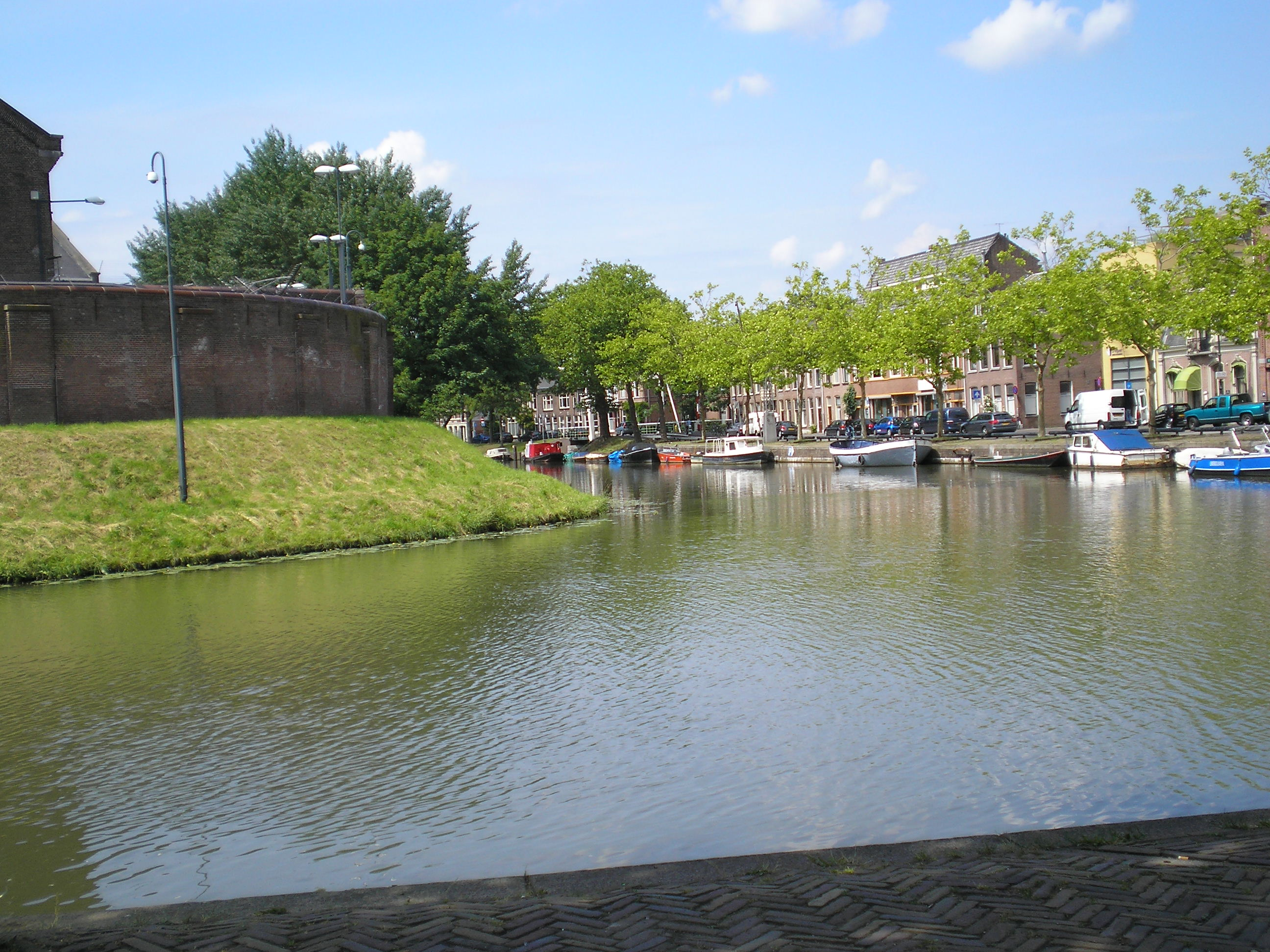
Links P.I. Wolvenplein aan de Wittevrouwensingel en rechts in de verte de Vaaltbrug
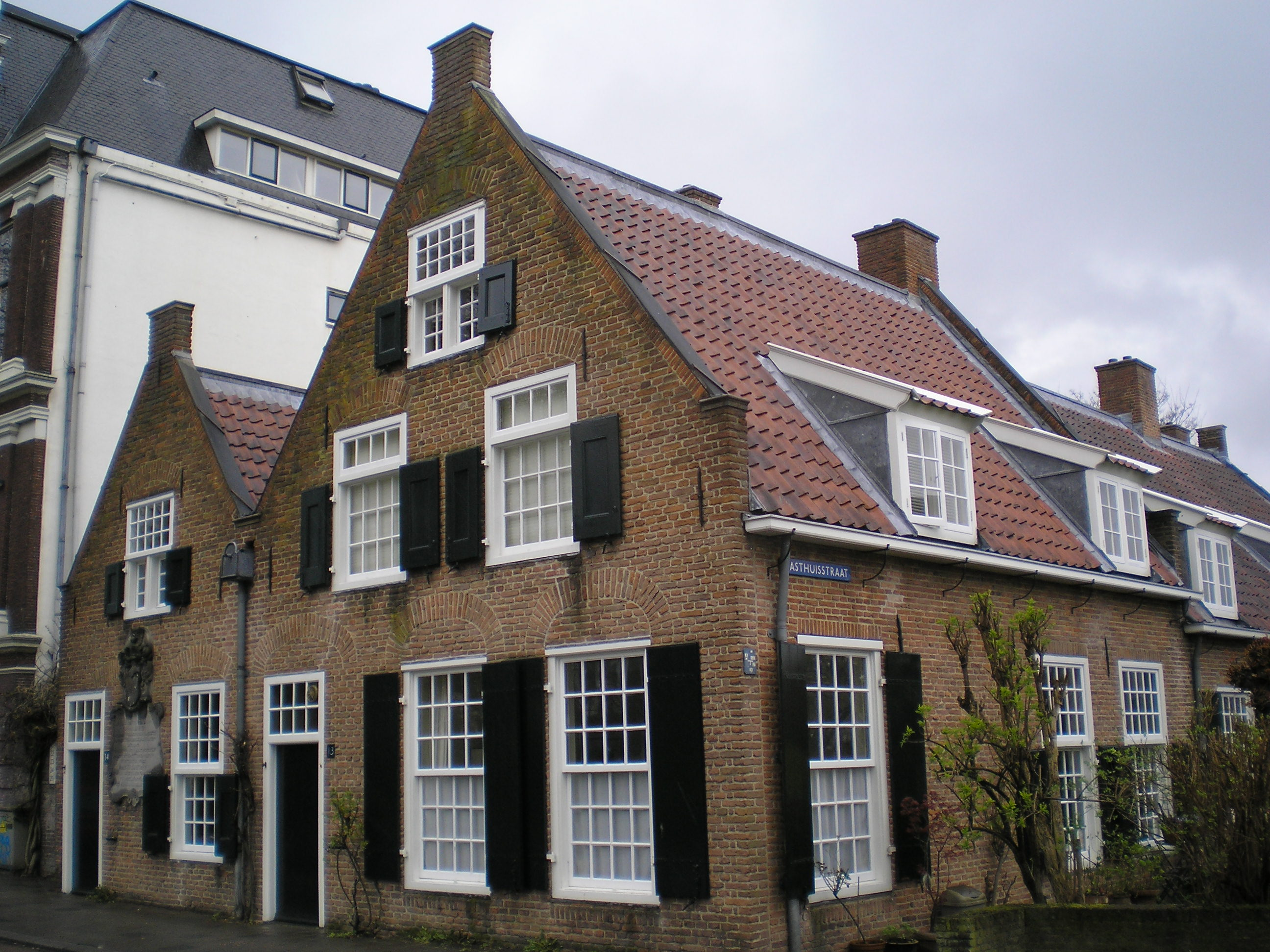
Breyerskameren hoek Wittevrouwensingel 14 en Gasthuisstraat te Utrecht (rijksmonument)

Biltstraat ·
Blauwkapelseweg ·
Bollenhofsestraat ·
Hoefsmederijpad ·
Hoefsmederijstraat ·
Hoefijzerstraat ·
Kapelstraat ·
Kleinesingel ·
Poortstraat ·
Veeartsenijpad ·
Veeartsenijstraat ·
Wittevrouwensingel